# The Honey Bee
The Honey Bee er en amerikansk stumfilm fra 1920 af Rupert Julian.

## Medvirkende
- Marguerita Sylva som Hilda Wilson
- Thomas Holding som Harris Doreyn
- Nigel Barrie som Blink Moran
- Albert Ray som Will Harper
- George Hernandez som Ed Johnson
- Harvey Clark som Dr. Jules Garceau
- Dell Boone som Mrs. Harris Doreyn
- Ethel Ullman som Adele Rainey
- Charlotte Merriam
- Ruth Maurice som Juliette
- Harry Tenbrook som Apache
- Norman Selby som Carpentier